# Pterogramma aquatile
Pterogramma aquatile är en tvåvingeart som beskrevs av Smith och Marshall 2004. Pterogramma aquatile ingår i släktet Pterogramma och familjen hoppflugor. Inga underarter finns listade i Catalogue of Life.